# Leptoflèbids
Els leptoflèbids (Leptophlebiidae) són una família d'insectes de l'ordre dels efemeròpters, amb unes 2.000 espècies diferents. Les nimfes de leptoflèbids es reconeixen fàcilment per tenir les brànquies bifurcades.

## Nimfes
Les nimfes dels leptoflèbids viuen en rierols i llacs d'aigua dolça alimentant-se de detritus i/o algues. Les espècies d'Amèrica del Nord normalment s'aferren a les roques, fisiològicament poc equipades per nedar amb facilitat. Com succeeix en totes les nimfes d'Ephemeroptera, les fràgils brànquies es troben alineades en els marges laterals de l'abdomen, no obstant això, els leptoflèbids són els únics amb les brànquies bifurcades. A alguns gèneres els creixen ullals mandibulars com els dels seus parents de les famílies Ephemeridae, Polymitarcyidae i Portamanthidae.